# ラホイスク
ラホイスク（ベラルーシ語: Лагойск）はベラルーシ・ミンスク州ラホイスク地区(en)の中心市である。首都ミンスクから北北東に36kmの位置にあり、ハイナ川(ru)に接する。市の付近にはミンスクとヴィツェプスクをつなぐ高速道路が通っている。1998年より市制が敷かれた。

## 歴史
年代記への初出は1078年の記述であり、ポロツクの地(ru)の一部として名が挙がっている。12世紀頃からロゴジュスク公国の中心地となり、13世紀にはリトアニア大公国の一部となり、ヨガイラ、スキルガイラ、ヴィータウタス、チャルトリスキ公家、ティシュキェヴィチ伯家(en)が所領として支配した。
1505年、クリミア・ハン国との戦争で街は占領され、略奪と放火を受けた。1700年 - 1721年の大北方戦争ではスウェーデン・バルト帝国軍に占領され、ラホイスク城が破壊された。
1793年、第2次ポーランド分割の結果、ロシア帝国の一部となった。なお1814年 - 1819年にティシュキェヴィチ伯家の宮殿が建設されたが、第二次世界大戦（大祖国戦争(ru)）の際に破壊されている。
19世紀にメステチコに、1897年にボリソフスク郡の郷となった。1890年代には1180人が住んでおり、そのうち685人はユダヤ人だった。また、街にはシナゴーグ、ユダヤ教の礼拝所、正教会、カトリック教会（Костёл）があった。
1924年に都市型集落、1998年に市となり、現在に至っている。

## 教育
2012年、230箇所に新しい幼稚園が作られた。

## 観光
- 山岳スキー総合スポーツ施設(ru)
- ラホイスク・クレーター(en)
- 聖カジミェシュ教会(be)
- 聖ニコラエフ教会(be)

## 姉妹都市
姉妹都市
- プロトヴィノ(en)（ロシア）
- ワスク(en)（ポーランド）
- デミルタシュ(Demirtaş)[注 2]（トルコ）
- マドナ(en)（ラトビア）

協力協定を結んでいる自治体
- ヴォロソフスキー地区(en)（ロシア・レニングラード州）
- ネクラソフカ地区(en)（ロシア・モスクワ市南東区）
- リャスコヴェツ基礎自治体(en)（ブルガリア・ヴェリコ・タルノヴォ州）
- ヴォウチャンシクィー地区(uk)（ウクライナ・ハルキウ州）
- シャルチニンカイ地区(en)（リトアニア・ヴィリニュス郡）
- オクロフスキー地区(en)（ロシア・ノヴゴロド州）
- シュチェチネツキ郡(en)（ポーランド・西ポモージェ県）